# Бутано-германские отношения
Германия и Бутан поддерживают дипломатические отношения с 25 ноября 2020 года. Консульские отношения существуют с июля 2000 года.
Официальные контакты между странами осуществляются через посольство Германии в Индии, при этом немецкий посол в Индии (Нью-Дели) одновременно исполняет обязанности посла в Бутане. Первые контакты состоялись в 1978—1979 годах.
Отношения между Бутаном и Германией являются дружественными. В ноябре 2000 года бутанцев официально принял немецкий президент Рихард фон Вайцзеккер. В 2010 году канцлер Германии Ангела Меркель провела в ООН во время генеральной ассамблеи беседу с премьер-министром Бутана Джигме Тинлеем на правительственном уровне.